# Lingsar
Lingsar is een plaats in Indonesië, gelegen op het eiland Lombok. 
Nabij Lingsar ligt ook de tempel Pura Lingsar.